# آنتونیو پنیالبر
آنتونیو پنیالبر (اسپانیایی: Antonio Peñalver‎؛ زادهٔ ۱ دسامبر ۱۹۶۸) ورزشکار دهگانه اهل اسپانیا است.